# Súlnasker
Súlnasker este o insulă nelocuită, de origine vulcanică situată în arhipelagul Vestmannaeyjar din sudul țării. Are o suprafață de circa 0,03 km2.